# Io ambondrombeensis
Io es un género monotípico de plantas herbáceas perteneciente a la familia de las asteráceas. Su única especie: Io ambondrombeensis, es originaria de Madagascar donde se encuentra en la Provincia de Fianarantsoa.

## Taxonomía
Io ambondrombeensis fue descrita por (Humbert) B.Nord.    y publicado en Compositae Newsletter 40: 48; 47–50, f. 1. 2003.
Sinonimia
- Senecio ambondrombeensis Humbert basónimo[3]